# 雲雀丘学園小学校
雲雀丘学園小学校（ひばりがおか がくえん しょうがっこう、英: Hibarigaoka Gakuen Elementary School）は、兵庫県宝塚市雲雀丘にある私立小学校。

## 概要
1949年（昭和24年）4月に川辺郡西谷村立西谷小学校（現・宝塚市立西谷小学校）の雲雀丘分校（分教場）として鳥井信治郎（サントリー創業者）らにより開校した。創立記念日は同年10月1日。2020年（令和2年）現在、併設校園として雲雀丘学園中学校・高等学校、雲雀丘学園幼稚園、雲雀丘学園中山台幼稚園がある。
雲雀丘学園小学校には給食制度を設けていないので、児童は弁当を持参しなくてはならない。
2011年（平成23年）1月5日には、TBS系列で放送された毎日放送（MBS）開局60周年記念テレビドラマ「トイレの神様」に雲雀丘学園小学校が登場した。これは、日本レコード大賞の作詞賞・優秀作品賞にもなったヒット曲『トイレの神様』を作ったシンガーソングライター歌手の植村花菜が卒業生であることからロケ現場となったもので、小学生から高校生までの植村本人の役を芦田愛菜や北乃きいが好演。また、歌の冒頭が「小3」から始まることから、雲雀丘学園小学校は「学園小学校の時の思い出が、歌の始まりということになります」と歓迎している。
校内にはプログラボ雲雀丘学園校があり、同雲雀丘花屋敷校と連携しながら、運営されている。ここでは、ロボットの国際大会出場者を輩出している。

### 創立の精神『孝道』、人間力は挨拶から
雲雀丘学園小学校をはじめ、雲雀丘学園は創立の精神『孝道』を根本としている。
これは、初代理事長の鳥井信治郎の口癖の「親孝行な人はどんなことでもりっぱにできます」を学園の基本理念としたもので、人間性を育てる『孝道』『親孝行』を重視。その理由として「親は子の成長を願い、子は親に感謝し尊敬するという、人としての自然なこころ、これが基本となり、家庭の輪につながり、社会のために尽くす気持ちが湧き出る」と説明している。
この基本理念を踏まえ雲雀丘学園小学校では、「挨拶は人間性・人間力を育てる第一歩」として、「朝のあいさつ運動」に力を入れており、児童会が教職員と一緒に挨拶する。校門にも「不許入無挨拶雲雀丘」の文字を書いた立て看板を設置(一定期間で児童有志から看板の案が集められ交換)しており、禅宗の教え「不許葷酒入山門」にならい、雲雀丘学園高校の書道部の生徒が手がけた看板だが、挨拶無きは雲雀丘に入るを許さずとの意味である。
また、雲雀丘学園の創立70周年記念事業として、親孝行を念頭に「家族の作文コンクール」を開催。家族の思い出、家族にまつわるエピソードを、児童・生徒はもとより、一般からも募集している。

### 「やってみなはれ」精神、親孝行
初代理事長の鳥井信治郎は、企業経営で逆風のときも「やってみなはれ」精神で挑戦し続けた人物として有名だが、雲雀丘学園も同じく「創立の精神を大切にしつつ、新しい時代の変化に積極的に対応」して、「たくましく生き抜いていくことができる力を身につける教育を実践」する場を目指している。
信治郎の孫で現在の雲雀丘学園理事長の鳥井信吾（サントリーホールディングス代表取締役副会長）によると、『親孝行』『孝道』を根本とする教育により、「素直な心を持ち、いつも感謝の念を捧げ、健康な体力とたくましい実践力を持つ強い人間を創る」ことにつながるといい、結果、「『人間教育の充実』『学力向上』を両立させた、関西を代表する一流の学園」として幼稚園から高校まで「学園一貫の『グローバル教育』『 ICT 教育』を推進」するとしている。

## 沿革
雲雀丘学園の「学園の歴史」によると、雲雀丘の地域は「古くからの住宅地でありながら教育機関に恵まれず」「教養・文化の高い居住者達の間に、この地にふさわしい学園を要望する声が高まっ」たことから、住民と財界や教育界の有志が1949年に鳥井信治郎を委員長として「雲雀丘小学校創立委員会」を設立。同年4月に小学校を開校し、翌1950年8月に「学校法人雲雀丘学園」認可を得て、幼稚園を併設した。
| 年   | 年   | 年   | 月 | 日 | 事柄 |
| 西暦 | 和暦 | 和暦 | 月 | 日 | 事柄 |
| 西暦 | 元号 | ~    | 月 | 日 | 事柄 |
| ---- | ---- | ---- | -- | -- | --- |
| 1949 | 昭和 | 24   | 4  | 1  | 川辺郡西谷村立西谷小学校雲雀丘分校（分教場）として開校 |
| 1950 | 昭和 | 25   | ?  | ?  | 「学校法人雲雀丘学園」設立ならびに小学校・幼稚園の設置認可。 「雲雀丘学園小学校」は1年生2学級、2・3・4年生1学級ずつで児童数171名（母体となった分校は9月30日で廃止） |
| 1958 | 昭和 | 33   | ?  | ?  | 学園歌制定、学園講堂・小学校高学年棟完成 |
| 1960 | 昭和 | 35   | ?  | ?  | 学園グランド竣工 |
| 1964 | 昭和 | 39   | ?  | ?  | 阪急宝塚線雲雀丘花屋敷駅より学園専用改札口・専用通学路新設 |
| 1973 | 昭和 | 48   | ?  | ?  | 文化館完成 |
| 1974 | 昭和 | 49   | ?  | ?  | 小学校特別教室棟完成 |
| 1975 | 昭和 | 50   | ?  | ?  | 蒸気機関車C56111設置 |
| 1979 | 昭和 | 54   | ?  | ?  | 小学校低学年棟完成 |
| 1990 | 平成 | 2    | ?  | ?  | 小学校体育館・プール完成 |
| 1999 | 平成 | 11   | ?  | ?  | 創立50周年記念建築として小学校中央棟・学園講堂完成 |
| 2005 | 平成 | 17   | ?  | ?  | 専用通路に自動改札機が設置され、登校時・下校時ともに利用可能に |
| 2008 | 平成 | 20   | ?  | ?  | 耐震補強工事を実施 |
| 2010 | 平成 | 22   | ?  | ?  | 60周年記念施設整備事業・運動場拡張工事 |
| 2020 | 令和 | 2    | ?  | ?  | 70周年記念施設整備事業・文化館取り壊し作業・図書館新設作業・学園エンカレッジソング制定                                                                              |

## 教育方針
豊かな人間作りを基調とし、個性を伸ばす教育を行うとともに、どんな苦労をも乗り越えて、たくましく前進し、真に社会に役立つ人材を育成する。
1. 個性を認め、活かし、正しい判断力と高い学力を身につけた子どもを育てる。
2. 気品ある、人間性豊かな子どもを育てる。
3. たくましい心と体を持ち、明るくはつらつとした子どもを育てる。

## 学校行事
前期
- 入学式
- 修学旅行
- きょうだい学級集会
- 運動会
- 臨海学舎

後期
- 秋の集い
- 山の学舎
- 森の学舎
- PTAリユースフェスタ
- スキー学校
- 送別子ども会
- 卒業式

## 部活動・クラブ活動

### 部活動
- 児童会[13]
- 放送部[13]
- 栽培部[13]
- 掲示部
- 集会部[14]
- 保健部[15]
- 交通部[16]
- 図書部[17]
- 運動部[18]

### クラブ活動
運動系
- バスケットボールクラブ[13]
- バドミントンクラブ[19]
- テニスクラブ[20]
- ドッジボールクラブ
- 剣道クラブ
- 武道クラブ[20]
- ソフトボールクラブ[13]
- バレーボールクラブ[13]
- 陸上競技クラブ[21]
- 野外球技

文化系
- 科学クラブ[22]
- 工作クラブ[22]
- 和太鼓クラブ[22]
- 陶芸クラブ[22]
- 家庭科クラブ[22]
- 室内ゲームクラブ[22]

## 交通
- 阪急宝塚線雲雀丘花屋敷駅西口より徒歩5分
- 最寄駅である雲雀丘花屋敷駅（阪急宝塚本線）には本校生徒専用の出口がある。

## 関係者

### 関連団体
- 告天子の会 - 雲雀丘学園全体の同窓会

### 著名な出身者

#### 行政
- 下荒地修二 - 元駐ベネズエラ特命全権大使

#### 芸能
- 五峰亜季 - 宝塚歌劇団専科娘役
- 浦浜アリサ - モデル
- 音花ゆり - 元宝塚歌劇団星組娘役
- 紺野まひる - 女優。元宝塚歌劇団雪組トップ娘役
- 壮一帆 - 元宝塚歌劇団雪組トップスター
- 西川忠志 - 俳優。漫才師西川きよしの長男
- 西川弘志 - 元俳優。漫才師西川きよしの二男
- 立ともみ - 元宝塚歌劇団専科・月組組長

#### 芸術
- 植村花菜 - シンガーソングライター（ヒット曲に『トイレの神様』。幼稚園も雲雀丘学園）
- 茂木眞理子 - 東京藝術大学ソルフェージュ講師。作曲家、編曲家

### 著名な教職員
- 鳥井信治郎
- 佐治敬三
- 鳥井信一郎
- 鳥井信吾